# Aborted
Gli Aborted sono un gruppo musicale belga formatosi a Beveren nel 1995.
Sono considerati tra i pionieri del deathgrind, commistione tra death metal e grindcore.
I testi della band hanno come tematiche principali la morte, la violenza e l'immaginario splatter-horror.

## Storia del gruppo

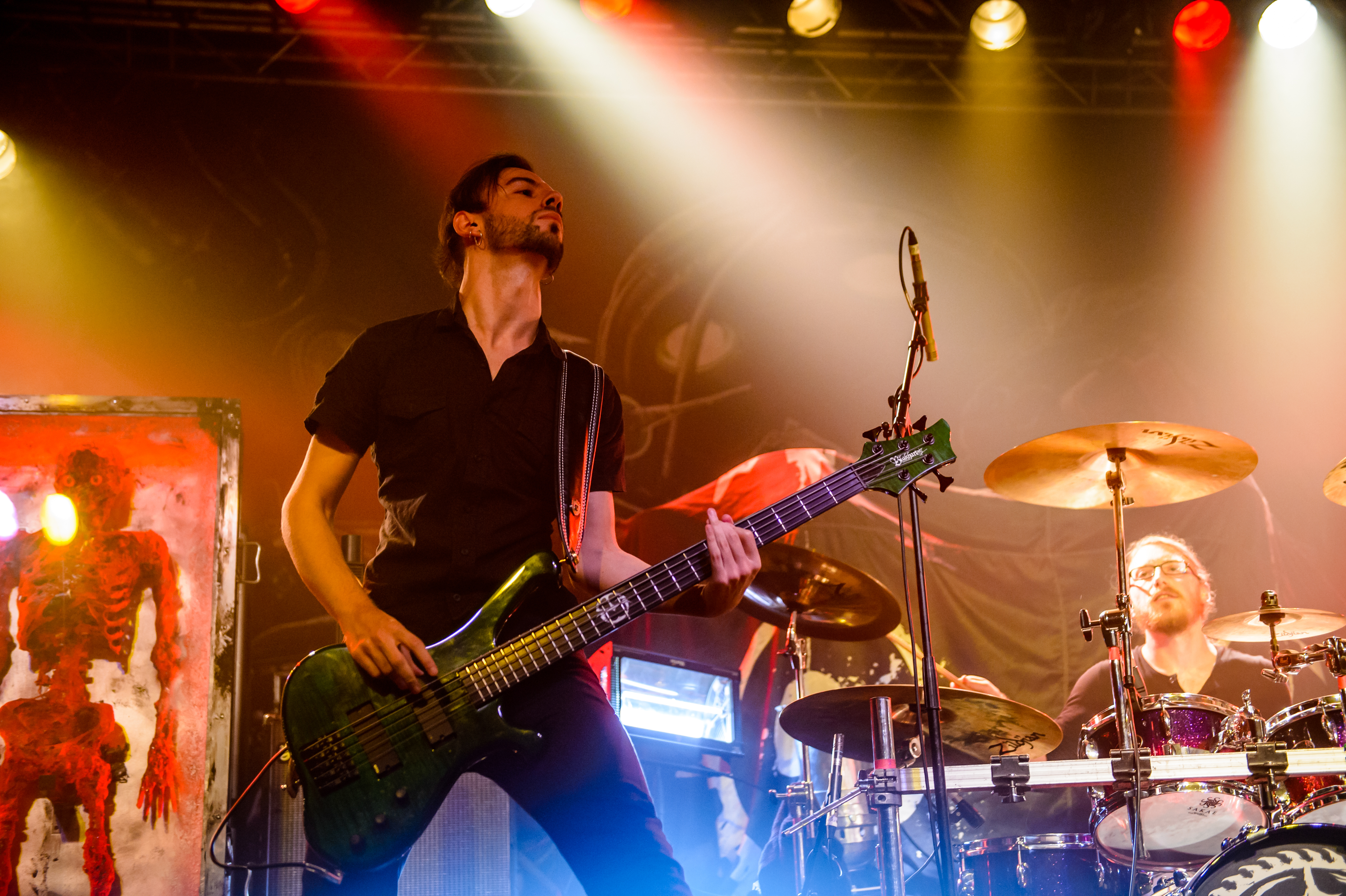
Stefano Franceschini

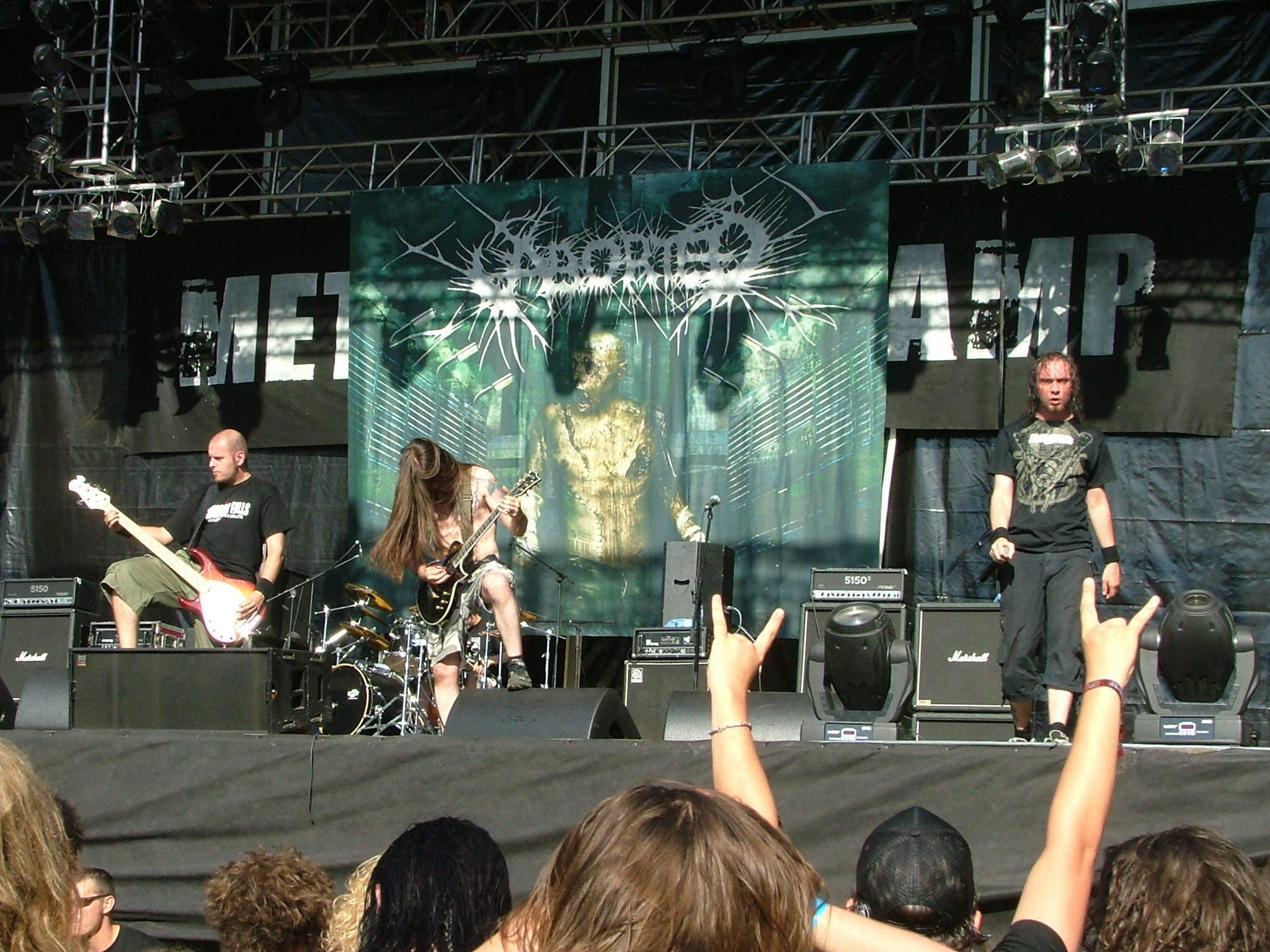
Gli Aborted al Metalcamp 2007

Fondati dal cantante Sven de Caluwé nel 1995, dopo aver registrato due demo nel 1998, The Necrotorous Chronicles e The Splat Pack, nel 1999 pubblicano il primo album dal titolo The Purity of Perversion e, nei due anni successivi, lo split con i Christ Denied e l'album Engineering The Dead.
Inizialmente il sound grezzo degli Aborted risulta influenzato da Cannibal Corpse e Carcass, con testi che trattano di dissezioni e putrefazioni e a volte citano trattati di medicina e chirurgia.
Nel 2001 la band partecipa ad un esteso tour europeo con Vader, Cryptopsy, Dying Fetus, Kataklysm e Catastrophic che incrementa sensibilmente la loro visibilità per i fan del genere. Nel gennaio del 2002 il gruppo registra uno split album con Misery Index, Brodequin e i Drowning intitolato Created to Kill.
Nel 2003 registrano negli Antfarm Studios in Danimarca insieme al produttore Tue Madsen (già con Exmortem, The Haunted) per incidere l'album del salto di qualità, intitolato Goremageddon: The Saw and the Carnage Done. In questo LP la band amplia le proprie influenze inglobando pattern melodici mutuati dai Carcass del periodo di Necroticism e Heartwork, fermo restando la loro componente brutale e veloce. Creano un suono cosiddetto "motosega", riscontrabile in dischi come Left Hand Path, degli svedesi Entombed, e Symphonies of Sickness dei suddetti grinders inglesi Carcass. Il cantante Sven opta per un cantato non solo gutturale, ma amplia il suo spettro vocale rifacendosi allo scream tipico di Anders Fridén degli In Flames. I testi, così come la copertina, abbonderanno di riferimenti allo splatter con tanto di medici impazziti che brandiscono motoseghe.

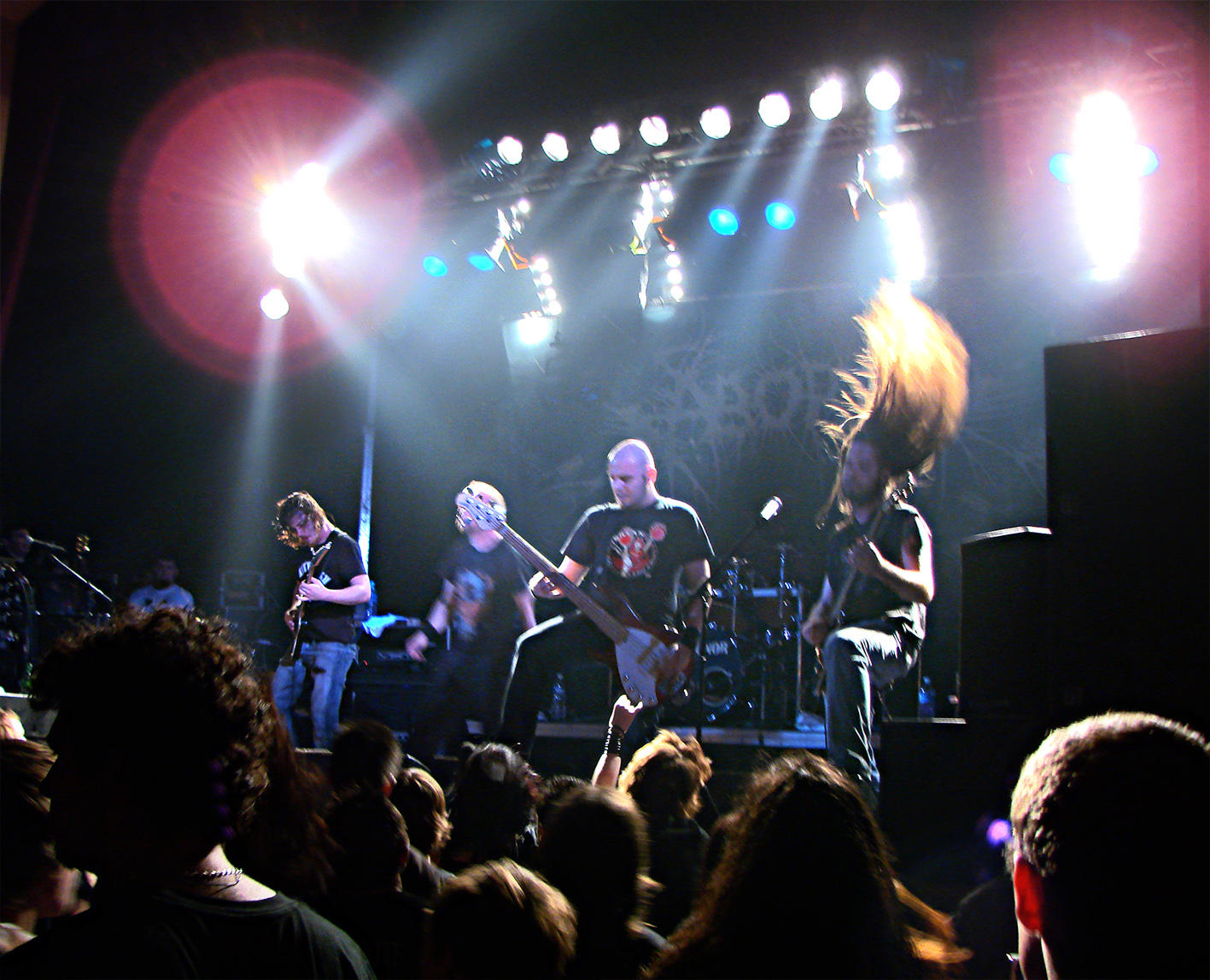
Gli Aborted al Coolness'tival 2007

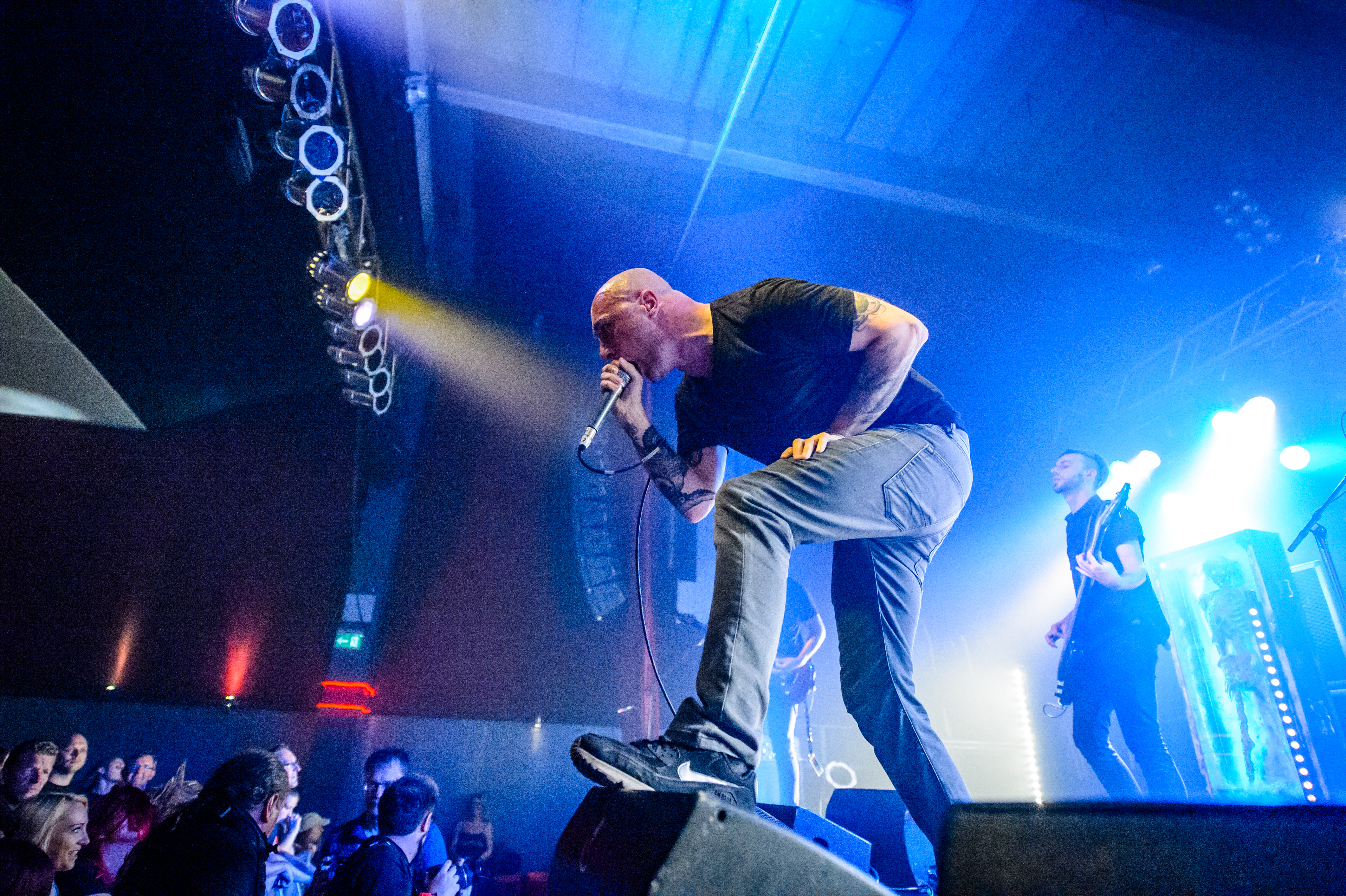
Gli Aborted al Rhein Riot 2016

Segue un tour con Cannibal Corpse e Kataklysm in concomitanza dell'uscita dell'EP The Haematobic del 2004. Nel 2005, dopo diversi cambi di formazione, viene dato alle stampe The Archaic Abattoir che mostra un'ulteriore evoluzione, estremizzando e rendendo più pesante il suono e sfoderando riff e assoli di chitarra che fanno subito presa data la loro freschezza. Gli Aborted mostreranno un esempio di brutal death metal moderno dal vivo nel tour statunitense di supporto a Suffocation, Cryptopsy e Despised Icon. Nel febbraio 2007 è stato pubblicato dalla Century Media l'album dal titolo Slaughter & Apparatus: A Methodical Overture mentre nel giugno 2008 viene pubblicato Strychnine.213. In quest'ultimo album vengono incorporate anche parti più melodiche rispetto ai lavori precedenti.
Nel 2009 la formazione cambia radicalmente con l'arrivo di Cole Martinez (System Divide) al basso, Ken Sorceron (Abigail Williams) ed Eran Segal (Whorecore) alla chitarra ed il ritorno dietro le pelli di Dirk Verbeuren, con Sven unico "superstite" da Strychnine.213. Con questa formazione viene pubblicato l'EP Coronary Reconstruction che segna il ritorno verso sonorità più simili a quelle di Goremageddon: The Saw and the Carnage Done e The Archaic Abattoir.
La band, il 20 gennaio 2012, ha pubblicato il suo settimo album full-length Global Flatline, mentre il 28 aprile del 2014 ha pubblicato l'ottavo album The Necrotic Manifesto. L'8 gennaio 2016 la band partorisce un nuovo EP Termination Redux, il qualche preannuncia il loro tanto atteso nono full-length Retrogore il 22 aprile 2016 sotto l'etichetta discografica Century Media Records.

## Formazione

### Formazione attuale
- Sven "Svencho" de Caluwé – voce (1995-presente)
- Harrison Patuto – chitarra (turnista, 2019-presente)
- Ian Jekelis – chitarra (2015-presente)
- Kevin Paradis – batteria (turnista, 2025-presente)
- Daníel Konradsson – chitarra (2022–presente)

### Ex componenti
- Mendel bij de Leij – chitarra (2012-2019)
- Niek Verstraete – chitarra (1997-2002)
- Christophe Herreman – chitarra (1998-2000)
- Thijs De Cloedt – chitarra (2000-2006)
- Bart Vergaert – chitarra (2002-2005)
- Stephane Soutreyard – chitarra (2005-2006)
- Matty Dupont – chitarra (2006)
- Sebastien "Seb Purulator" Tuvi – chitarra, seconda voce (2006-2009)
- Peter Goemaere – chitarra (2007-2009), basso (2006-2007)
- Koen Verstraete – basso (1997-2002)
- Frederik Vanmassenhove – basso (2002-2006)
- Olivia Scemama – basso (2006)
- Sven "Svenchi" Janssens – basso (2007-2009)
- Steven Logie – batteria (1997-1998)
- Frank Rousseau – batteria (1998-2003)
- Gilles Delecroix – batteria (2004-2006)
- Dave Haley – batteria (2006)
- Daniel Wilding – batteria (2007-2009)
- Cole Martinez – basso (2009)
- Ken Sorceron – chitarra (2009-2011)
- Dirk Verbeuren – batteria (2003-2004; 2009)
- Eran Segal – chitarra (2009-2012)
- Mike Wilson – chitarra (2011-2012)
- Danny Tunker – chitarra (2012-2015)
- J.B. van der Wal – basso (2009-2011; 2012-2016)
- Stefano Franceschini – basso (2016-2024)
- Ken Bedene – batteria (2010-2025)

## Discografia

### Album in studio
- 1999 – The Purity of Perversion
- 2001 – Engineering the Dead
- 2003 – Goremageddon: The Saw and the Carnage Done
- 2005 – The Archaic Abattoir
- 2007 – Slaughter & Apparatus: A Methodical Overture
- 2008 – Strychnine.213
- 2012 – Global Flatline
- 2014 – The Necrotic Manifesto
- 2016 – Retrogore
- 2018 – Terrorvision
- 2021 – Maniacult
- 2024 – Vault Of Horrors

### EP
- 2000 – Aborted/Christ Denied (split-album con i Christ Denied)
- 2002 – Created to Kill (split-album con Misery Index, Brodequin e Drowning)
- 2003 – Deceased in the East/Extirpated (split-album con gli Exhumed)
- 2004 – The Haematobic EP
- 2010 – Coronary Reconstruction
- 2014 – Scriptures of the Dead
- 2016 – Termination Redux
- 2020 - La Grande Mascarade

### Demo
- 1997 – The Necrotorous Chronicles

## Videografia

### Videoclip
- 2003 – Meticulous Invagination
- 2005 – Dead Wreckoning
- 2007 – The Chondrin Enigma
- 2012 – Источник Болезни (The Origin of Disease)
- 2013 – Expurgation Euphoria

### DVD
- 2006 – The Auricular Chronicles